# Setaria sphacelata
Setaria sphacelata är en gräsart som först beskrevs av Heinrich Christian Friedrich Schumacher, och fick sitt nu gällande namn av Otto Stapf, Charles Edward Hubbard och Charles Edward Moss. Setaria sphacelata ingår i släktet kolvhirser, och familjen gräs. Inga underarter finns listade i Catalogue of Life.

## Bildgalleri

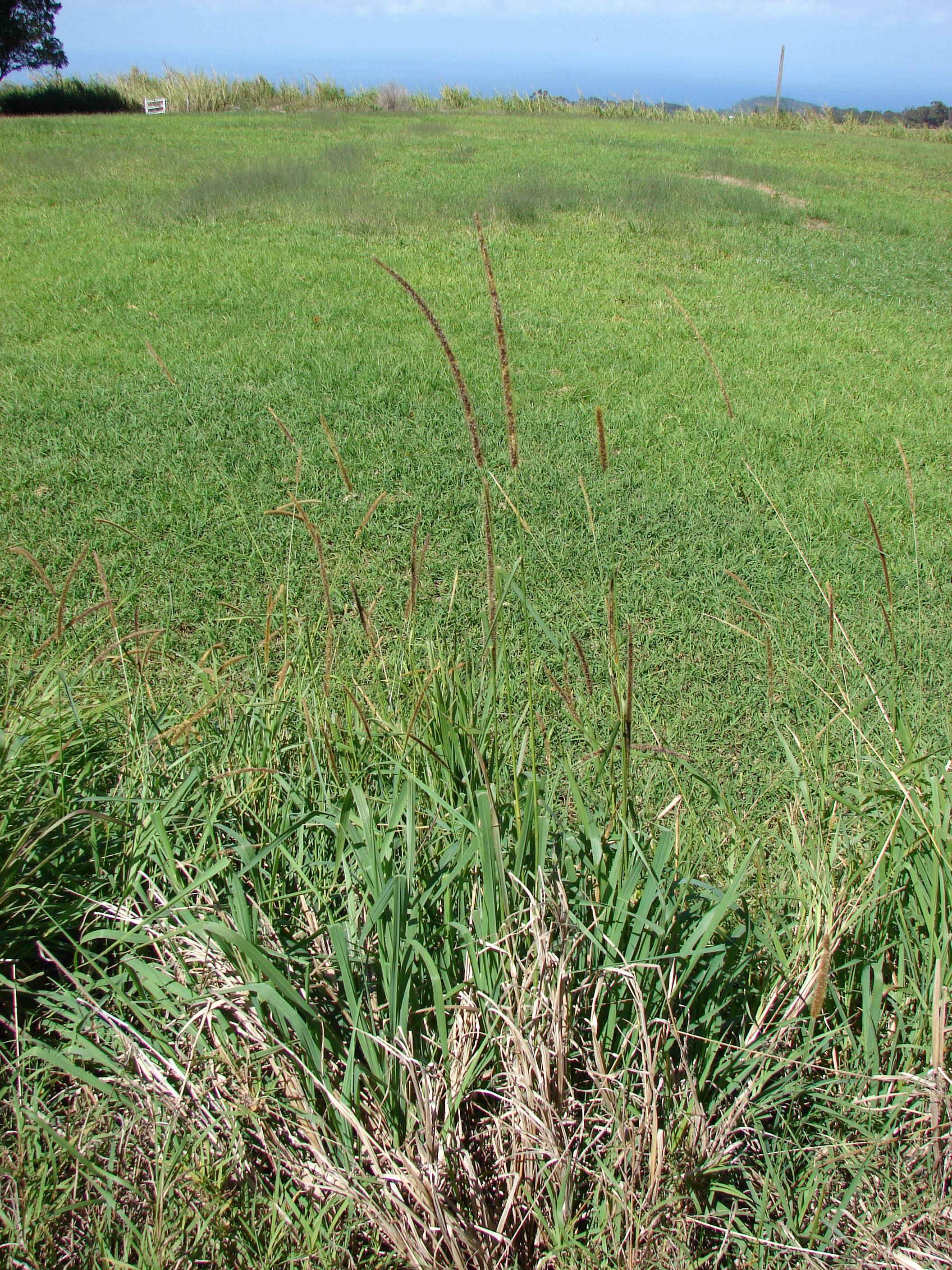
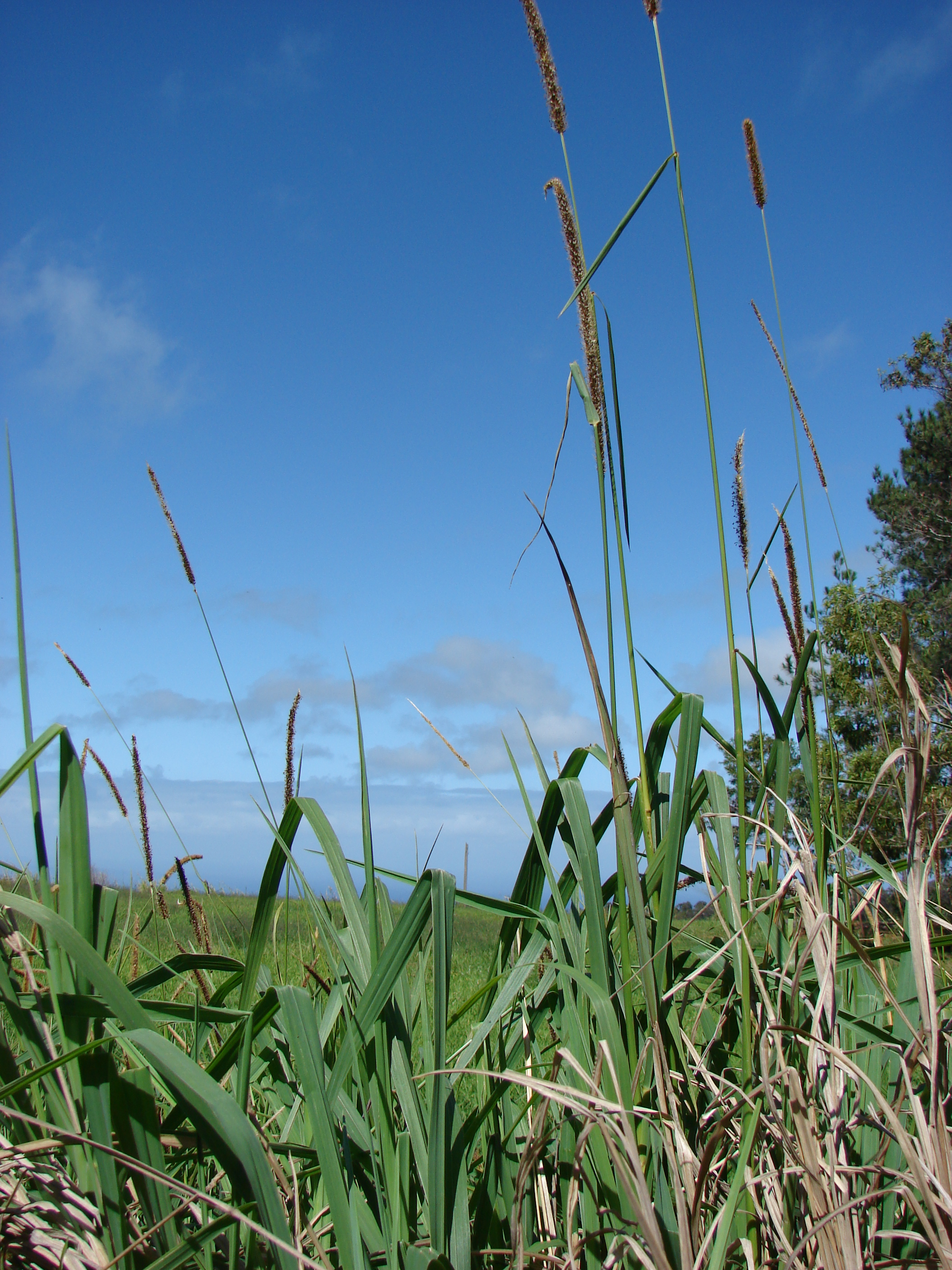
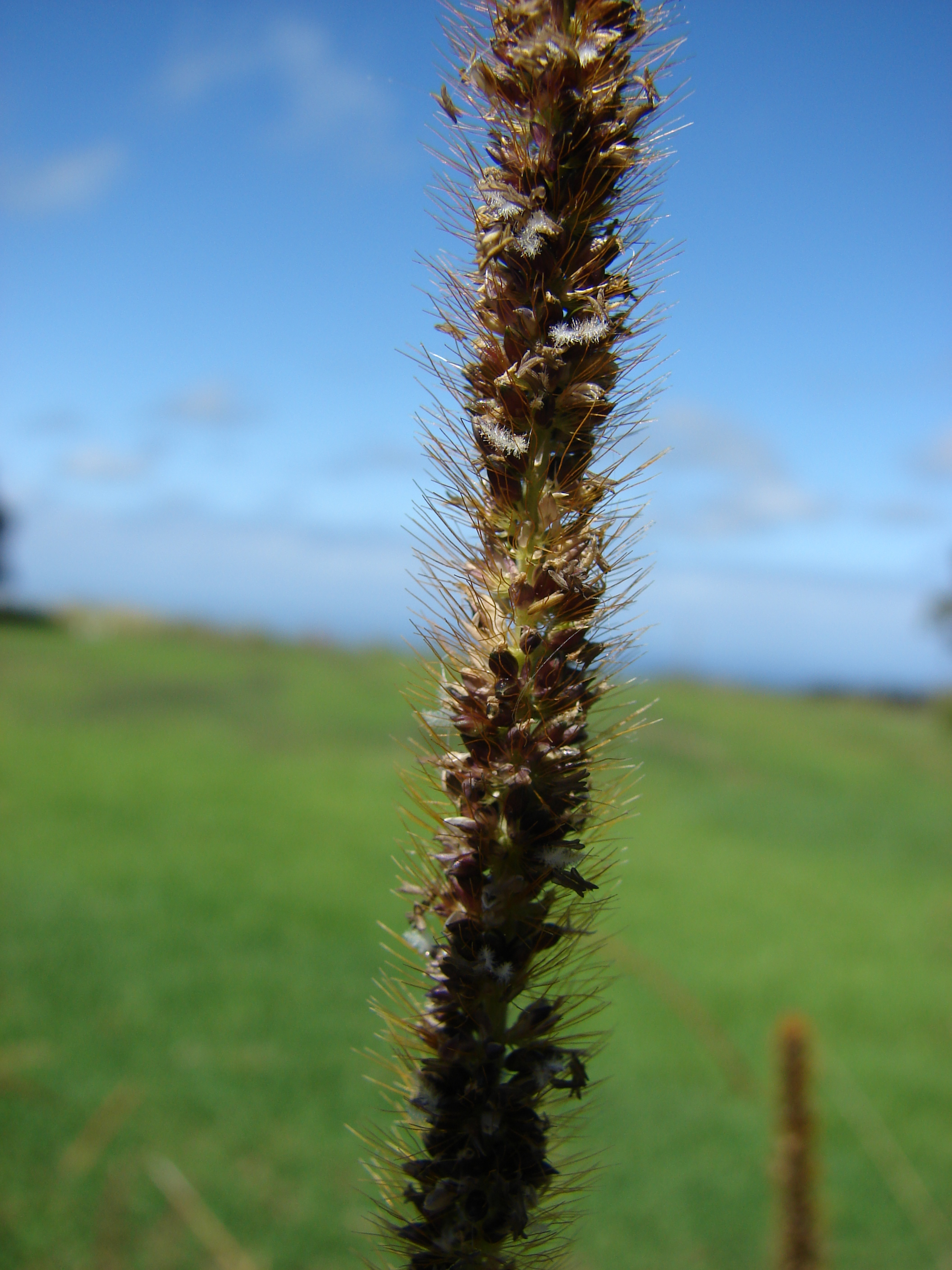
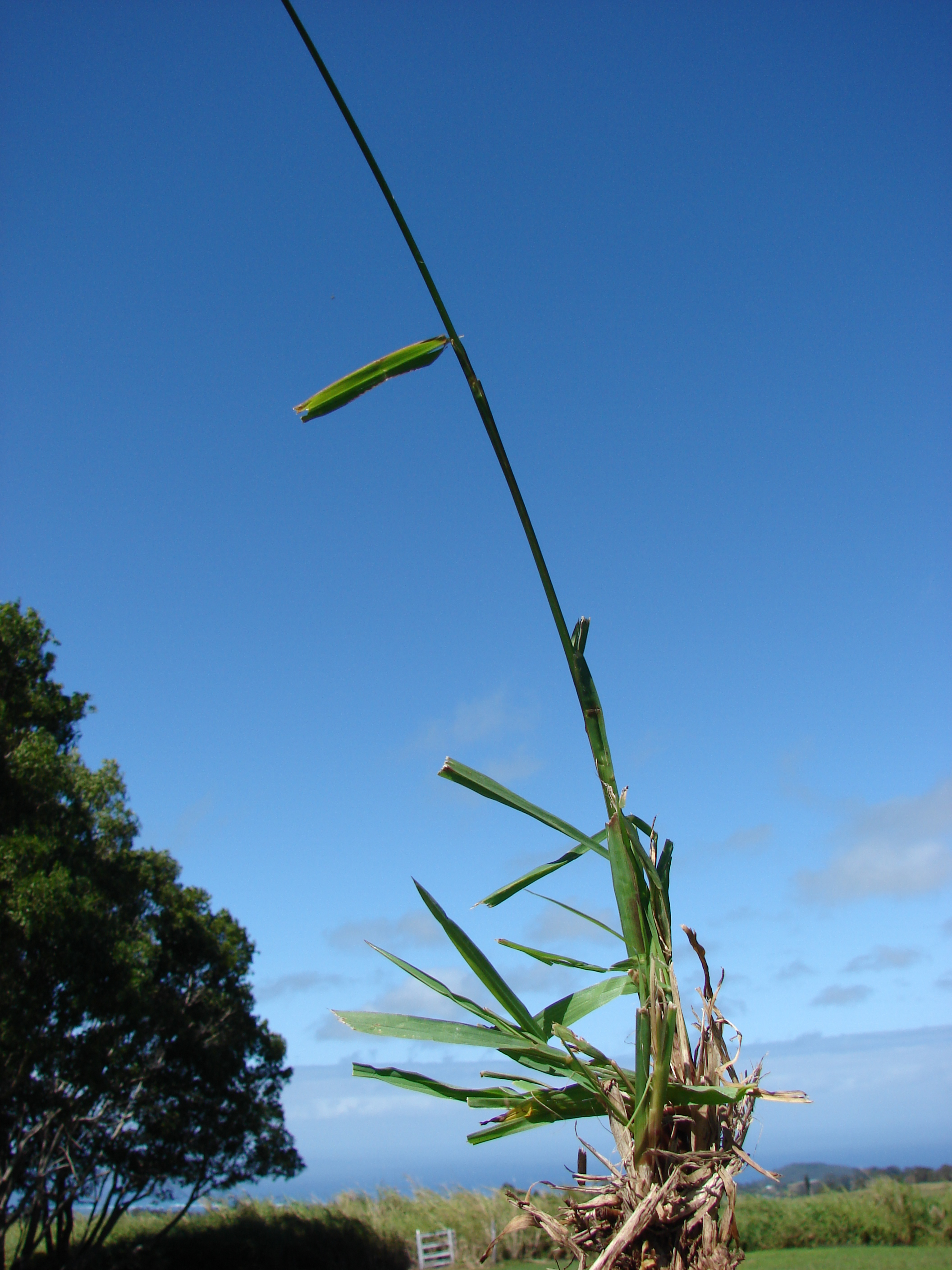